# Lake Worth (Texas)
Pour l’article homonyme, voir Lake Worth.
Lake Worth est une ville située au nord-ouest du comté de Tarrant, au Texas, aux États-Unis,.

## Démographie
Lors du recensement de 2010, la ville comptait une population de 4 584 habitants. Elle est estimée, en 2016, à 4 871 habitants.

### Source de la traduction
- (en) Cet article est partiellement ou en totalité issu de l’article de Wikipédia en anglais intitulé « Forest Hill, Texas » (voir la liste des auteurs).